# Sven Håkonsson
För den svenske 1800-talspolitikern, se Sven Håkansson.
Sven Håkonsson jarl (Sveinn Hákonarson), född 970, död 1016 i Gårdarike. Son till Håkon Sigurdsson jarl och Tora Skagesdotter och bror till Erik Håkonsson. Sven jarl ska, enligt sentida sagalitteratur, ha varit norsk regent under danskt styre 1000–1015. Men det kan ej styrkas av samtida källor. Den enda samtida källan som nämner Sven är kvädet Nesjavísur av Sigvat Tordsson. Det handlar om slaget vid Nesjar där Olav den helige besegrade Sven. Han ska därefter enligt sagorna ha flytt till Ryssland och dött där en tid senare.
Han var gift med Holmfrid, dotter till svenske kungen Erik Segersäll.